# Шарбона
Шарбона (фр. Charbonnat) насеље је и општина у источном делу централне Француске у региону Бургоња, у департману Саона и Лоара која припада префектури Отен.
По подацима из 2011. године у општини је живело 245 становника, а густина насељености је износила 11,02 становника/km². Општина се простире на површини од 22,23 km². Налази се на средњој надморској висини од 268 метара (максималној 472 m, а минималној 257 m).

## Демографија
| 1962. | 1968. | 1975. | 1982. | 1990. | 1999. | 2011. |
| ----- | ----- | ----- | ----- | ----- | ----- | ----- |
| 335   | 386   | 362   | 320   | 280   | 250   | 245   |

График промене броја становника у току последњих година